# Виллумсен, Доррит
Доррит Кирстен Виллумсен (дат. Dorrit Kirsten Willumsen; род. 31 августа 1940, Копенгаген) — датская писательница.

## Биография
Служила в фирме, работала библиотекарем, торговала искусством. Дебютировала в 1965 годом книгой рассказов.
Муж — поэт Джесс Эрнсбо (дат. Jess Ørnsbo, р. 1932).

## Произведения
- 1965 Knagen, рассказы
- 1967 Stranden, роман
- 1968 Давным-давно/ Da, роман
- 1970 The, krydderi, acryl, salær, græshopper, роман
- 1973 Modellen Coppelia, рассказы
- 1974 En værtindes smil
- 1976 Kontakter, стихи
- 1976 Neonhaven, роман
- 1978 Hvis det virkelig var en film, рассказы
- 1978 Den usynlige skønhed, стихи
- 1980 Danske fortællinger, рассказы
- 1980 Manden som påskud
- 1982 Programmeret til kærlighed
- 1983 Umage par, стихи
- 1984 Marie: en novel om Marie Tussauds liv, историко-биографический роман, премия Датской критики
- 1985 Caroline, драма
- 1988 Suk hjerte, роман
- 1989 Glemslens forår, рассказы
- 1995 Klædt i purpur, исторический роман
- 1997 Bang: en novel om Herman Bang, историко-биографический роман, Литературная премия Северного Совета
- 1997 De kattens feriedage, юморески
- 2000 Koras stemme, роман
- 2001 Tøs: et hundeliv
- 2003 Bruden fra Gent, роман
- 2005 Den dag jeg blev Honey, рассказы
- 2008 Dage med slave, роман

## Признание
Большая премия Датской академии (1981). Премия датских книгоиздателей Золотой лавровый венок (1984). Søren Gyldendal Prize (1995).